# Bank of New York
The Bank of New York (BoNY) — старейший банк США. Капитализация — $31,26 млрд.

## История
Был основан после американской революции в 1784 году Александром Гамильтоном. Через пять лет он стал первым министром финансов и договорился о выделении банком кредита в $200 000 — первого кредита правительству обретшей независимость страны. В 1878 году Bank of New York стал депозитарием Министерства финансов США, обслуживающим гособлигации.

## Объединение Bank of New York и Mellon Financial Corp
В начале декабря 2006 года Bank of New York и Mellon Financial объявили об объединении; размер сделки составит $16,5 млрд. Слияние позволит BoNY стать мировым лидером среди депозитариев с активами на хранении общим объёмом $16,6 трлн.

## Деятельность
Согласно рейтингу журнала The Banker, Bank of New York занимает 95-е место в мире и 19-е в США по размеру собственного капитала ($6,64 млрд), 104-е место в мире и 17-е в США по размеру активов ($101,95 млрд).

## Дело Bank of New York
В конце 1990-х годов BoNY стал фигурантом громкого скандала, связанного с незаконными операциями на финансовом рынке по «отмыванию» денежных средств российского происхождения (выводившихся из-под налогообложения доходов российских экспортёров).

В середине мая 2007 года в Арбитражный суд Москвы от имени Федеральной таможенной службы России был подан иск с требованием взыскать с Bank of New York $22,5 млрд как ущерб, причинённый России в 1996—1999 годах. По мнению Федеральной таможенной службы России… 
при попустительстве банка была организована схема незаконного вывода денег за рубеж и уклонения от уплаты таможенных платежей за импортируемые товары.
В сентябре 2009 года стало известно, что стороны решили пойти на мировую. Вина банка не доказана, однако он заплатит ФТС отступные в размере не менее $14 млн. Параллельно BoNY предоставит России кредит в размере $4 млрд.